# Безуглий Петро Семенович
Петро Семенович Безуглий — український радянський партійний діяч, секретар Ровенського обласного комітету КП(б)У, 1-й секретар Костопільського районного комітету КПУ Ровенської області.

## Біографія
Член ВКП(б).
У 1944 — березні 1948 року — 1-й секретар Костопільського районного комітету КП(б)У Ровенської області.
1 березня 1948 — 13 листопада 1950 року — секретар Ровенського обласного комітету КП(б)У із кадрів.
З 1950 по 1953 рік — слухач Вищої партійної школи при ЦК ВКП(б) (КПРС) у Москві.
У 1953 — після 1960 року — 1-й секретар Костопільського районного комітету КПУ Ровенської області.
Подальша доля невідома.

## Нагороди
- орден Вітчизняної війни І ст. (1.02.1945)
- два ордени Трудового Червоного Прапора (23.01.1948, 26.02.1958)
- медалі